# Rallye Terre de Vaucluse
Le Rallye Terre de Vaucluse est un rallye automobile qui se déroule sur des pistes et chemins de crue autour de la ville de Courthézon, au Sud d'Orange.

## Histoire
Préalablement, « Rallye Terre des dentelles » et « Rallye Terre de Chateauneuf-du-Pape », le maître d’œuvre de l'organisation est Louis Priano.
Depuis le 12 avril 1985, l'association « Team Trévois Courthézon », présidé par Louis Priano, organise le rallye Terre de Vaucluse,. L'épreuve compte pour le championnat de France des rallyes sur terre depuis 1991.
En 2013, l'association Team Trévois organise le premier rallye Véhicule historique de compétition (VHC) sur la commune, il présente un plateau homogène de glorieux véhicules.
En 2019, pour sa troisième saison, le prince du Qatar Abdulla Al Thani, copiloté par Sabrina de Castelli, abandonne sur casse mécanique et déclare « j'adore venir ici. L’organisation, l’ambiance, les spéciales, tout est plaisant »,.

## Palmarès

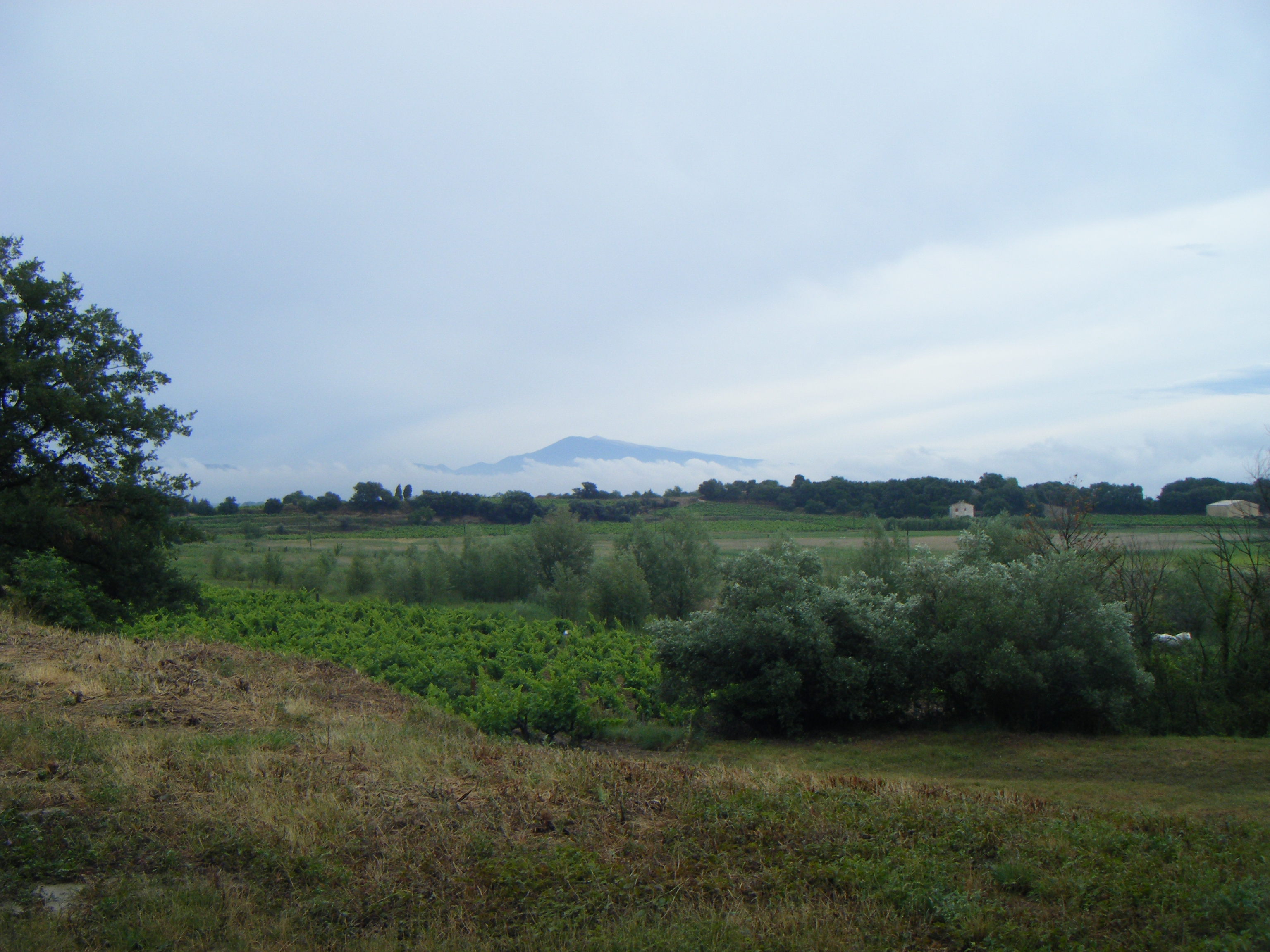
Étang salé de Courthezon, vue sur le Mont Ventoux.

| Année | Pilote                                             | Copilote                                           | Voiture                                            |
| ----- | -------------------------------------------------- | -------------------------------------------------- | -------------------------------------------------- |
| 2000  | Pierre Colard                                      | Gilles Mondésir                                    | Seat Cordoba WRC Evo2                              |
| 2001  | Jean-Pierre Richelmi                               | reddy Delorme                                      | Peugeot 206 WRC                                    |
| 2002  | Jean-Pierre Richelmi                               | Freddy Delorme                                     | Peugeot 206 WRC                                    |
| 2003  | Marc-Marie Albertini                               | Thierry Leon                                       | Mitsubishi Lancer Evo VII                          |
| 2004  | Jean-Manuel Beuzelin                               | Karine Tabone                                      | Peugeot 206 WRC                                    |
| 2005  | Jean-Pierre Richelmi                               | Thierry Barjou                                     | Peugeot 206 WRC                                    |
| 2006  | Arnaud Mordacq                                     | Patricia Crametz                                   | Ford Escort WRC                                    |
| 2007  | Stéphane Chambon                                   | Antoine Paque                                      | Subaru Impreza 555                                 |
| 2008  | Thomas Privé                                       | Patrice Zurro                                      | Mitsubishi Lancer Evo IX                           |
| 2009  | Jean-Marie Cuoq                                    | Pascal Duffour                                     | Peugeot 206 WRC                                    |
| 2010  | Julien Maurin                                      | Olivier Ural                                       | Ford Fiesta S2000                                  |
| 2011  | Stéphane Chambon                                   | Antoine Paque                                      | Subaru Impreza 555                                 |
| 2012  | Stéphane Chambon                                   | Antoine Paque                                      | Subaru Impreza 555                                 |
| 2013  | Jean-Marie Cuoq                                    | Jérôme Degout                                      | Citroën C4 WRC                                     |
| 2014  | Jean-Marie Cuoq                                    | Jérôme Degout                                      | Citroën C4 WRC                                     |
| 2015  | Julien Maurin                                      | Nicolas Klinger                                    | Ford Fiesta WRC RS                                 |
| 2016  | Lionel Baud                                        | Fabien Craen                                       | Ford Focus WRC RS                                  |
| 2017  | Lionel Baud                                        | Fabien Craen                                       | Citroën DS3 WRC                                    |
| 2018  | Stéphane Lefebvre                                  | Gabin Moreau                                       | Citroën C4 WRC                                     |
| 2019  | Thibault Durbec                                    | Jacques-Julien Renucci                             | Citroën DS3 WRC                                    |
| 2020  | Rallye non-organisé, dû à la pandémie de Covid-19. | Rallye non-organisé, dû à la pandémie de Covid-19. | Rallye non-organisé, dû à la pandémie de Covid-19. |
| 2021  | Stéphane Lefebvre                                  | Benjamin Veillas                                   | Citroën DS3 WRC                                    |
| 2022  | Mathieu Franceschi                                 | Lucie Baud                                         | Škoda Fabia RS Rally2                              |
| 2023  | Matthieu Margaillan                                | Mathilde Margaillan                                | Škoda Fabia RS Rally2                              |
| 2024  | Laurent Pellier                                    | Kévin Bronner                                      | Hyundai i20 N Rally2 (en)                          |